# Џејкоб Пибли
Џејкоб Пибли (енгл. Jacob Pebley; Корвалис, 17. септембар 1993) амерички је пливач чија ужа специјалност су трке леђним стилом. 

## Спортска каријера
Пибли је започео са озбиљнијим пливачким тренинзима у средњој школи, тренирајући у локалном пливачком клубу из родног Корвалиса, а тренинге је интензивирао након одласка на студије на Беркли.
За репрезентацију Сједињених Држава је дебитовао још као јуниор, 2010. на јуниорском првенству пацифичке регије, а свега годину дана касније на светском јуниорском првенству у Лими осваја четири медаље, од чега три златне. Током октобра и децембра 2011. по први пут је наступио на неком од сениорских такмичења, пливајући на митинзима светског купа у малим базенима у Москви и Берлину. 
Крајем јуна 2012. по први пут је наступио на америчким олимпијским трајалсима за ЛОИ 2012. у Лондону, међутим није успео да се избори за место у америчкој олимпијској репрезентацији. Током студија на Берклију у два наврата је учествовао на Универзијадама, а из Казања 2013. и Квангџуа 2015. вратио се са укупно освојене 4 медаље, од чега је једна била златна.
Освојивши друго место у трци на 200 леђно, одмах иза Рајана Марфија, на америчким олимпијским трајалсима 2016, Пибли је по први пут успео да се квалификује за наступ на Олимпијским играма. На Олимпијади у Рију 2016. је пливао у трци на 200 леђно у којој је успео да се пласира у финале, где је заузео високо пето место. Био је то и његов највећи успех у дотадашњој спортској каријери, уједно и прво велико такмичење на ком је наступио. У децембру исте године наступио је по први пут на светском првенству у малим базенима, а из канадског Виндзора се вратио са укупно освојене три сребрне медаље. 
На светским првенствима у великим базенима је дебитовао у Будимпешти 2017, а једину трку у којој је учествовао, ону на 200 леђно, окончао је са освојеном бронзаном медаљом.
Учествовао је и на светским првенствима у малим базенима у кинеском Хангџоуу 2018. и великим базенима у корејском Квангџуу 2019. (6. место на 200 леђно).